# Карапетян, Борис Карапетович
Борис Карапетович Карапетян (арм. Բորիս Կարապետի Կարապետյան; 1924—2019) — советский и армянский учёный-технолог, доктор технических наук, профессор, член-корреспондент АН АрмССР (1990), действительный член АН Армении (1996).

## Биография
Родился 29 апреля 1924 в Пятигорске.
С 1943 по 1948 год обучался в Ереванском политехническом институте, который окончил с отличием получив специальность инженер-строитель. В аспирантуре этого университета обучался под руководством профессора А. Г. Назарова. 
С 1948 по 1961 и с 1974 по 1980 год на научно-исследовательской работе в НИИ стройматериалов и сооружений в должностях — заведующий отделом и  заместитель директора этого института. С 1961 по 1971 год на научной работе в Институте геофизики и инженерной сейсмологии АН АрмССР в должности заведующего отделом сейсмологии.
С 1971 по 1974 год  одновременно с научной занимался и педагогической работой в Ереванском политехническом институте в качестве профессора. С 1981 по 2011 год в Ереванском архитектурно-строительном университете:  с 1981 по 1995 год — заведующий кафедрой железобетонных каменных конструкций и сейсмостойкости сооружений, с 1995 по 2011 год — профессор кафедры строительных конструкций.

### Научно-педагогическая деятельность и вклад в науку
Основная научно-педагогическая деятельность Б. К. Карапетяна была связана с вопросами в области разработки сейсмических приборов, занимался исследованиями в области сейсмического районирования, воздействие взрывов и землетрясений на постройки. Б.  К. Карапетян являлся участником многочисленных международных конференций, в том числе в таких странах как: Турция, США, Италия, Великобритания, Франция, Япония, Болгария. Он являлся — членом Ассоциации армянских ученых и инженеров США и член-корреспондентом Международной академии «Арарат» в Париже.
В 1954 году защитил кандидатскую диссертацию по теме: «Исследование внутреннего трения при свободных поперечных колебаниях», в 1966 году защитил докторскую диссертацию на соискание учёной степени доктор технических наук по теме: «Экспериментальное исследование вопросов инженерной сейсмологии». В 1971 году ему присвоено учёное звание профессор. В 1990 году был избран член-корреспондентом АН АрмССР, в 1996 году — действительным членом НАН Армении. Б.  К. Карапетяном было написано более двухсот научных работ, в том числе одиннадцать монографий и более десяти книг, под его руководством были защищены 15 докторских и кандидатских диссертаций.

## Основные труды
- Многомаятниковые сейсмометры и результаты их применения в инженерной сейсмологии. - Ереван : Айпетрат, 1963. - 178 с.
- Библиографический справочник по инженерной сейсмологии и сейсмостойкости сооружений / В. А. Быховский, Б. К. Карапетян ; Акад. наук Арм. ССР. Ин-т геофизики и инж. сейсмологии. - Ереван : Изд-во Акад. наук Арм. ССР, 1964. - 355 с.
- Экспериментальное исследование вопросов инженерной сейсмологии. - Ленинакан, 1964. - 455 с.
- Колебание сооружений, возведенных в Армении. - Ереван : Айастан, 1967. - 171 с.
- Сейсмические воздействия на здания и сооружения / С. В. Медведев, Б. К. Карапетян, В. А. Быховский ; Под общ. ред. проф. С. В. Медведева. - Москва : Стройиздат, 1968. - 191 с.
- Сборник аннотированных докладов V Международной конференции по сейсмостойкому строительству [Рим, 25-29 июня 1973 г.] / Б. К. Карапетян, С. Г. Ионнисян ; Нац. ком. СССР по сейсмостойкому стр-ву, Науч.-исслед. ин-т стр-ва и архитектуры. - Ереван : Айастан, 1976. - 292 с.
- Сейсмические воздействия на здания и сооружения. - Москва : Наука, 1978. - 159 с[4]

## Премии
- Международная научная премия имени Виктора Амбарцумяна[1][2][3]